# 宋宜 (嘉靖進士)
宋宜（？—1553年），字獻可，號仰山，陕西鄜州人，明朝政治人物，同进士出身。官至四川布政使司参政。

## 生平
嘉靖四年（1525年）乙酉科陕西鄉試第二十三名舉人，嘉靖五年（1526年）联捷丙戌科进士，授行人司行人，六年往瀋王府吊唁。八年九月选授南京山西道御史，十年十二月因南京科道劾奏陕西三边总制王琼，触怒皇帝，俱被逮送北京镇抚司鞠问。後释放復职，出为直隶真定府知府，十七年十月升湖广按察司副使，管屯田水利，丁内艱。二十三年復起爲河南信陽兵备副使，晋四川布政使司参政，白草番蛮据险称乱，從巡抚都御史張時徹进剿，二十六年克捷，賜银币，致仕卒。卒年五十有奇。

## 家族
元配張氏，繼室陳氏，俱封恭人，副室丘氏。萬曆二十一年正月初九日，陳氏不病而終，年七十有四。丘氏先陳氏而逝。有五子：長子宋承恩，太學生，張氏出；二子宋承規，任陵川知縣；三子宋承矩，生員；四子宋承留，延安衛指揮，俱陳氏岀；五子宋承餘，薊鎮提調，丘氏出。五女：長適知縣衛養氣；次適生員邢養正，張氏出；次適提舉楊應丁；次適進士王邦俊，俱陳氏出；次適知縣張弘圖，丘氏出。